# Овадное
Ова́дное (укр. Овадне) — село во Владимирском районе Волынской области Украины. Административный центр Овадновской сельской общины.
Население по переписи 2001 года составляет 1256 человек. Почтовый индекс — 44720. Телефонный код — 3342. Занимает площадь 2,5 км².